# Kleiner Uran
Der Kleine Uran (russisch Малый Уран (Maly Uran)) ist ein 197 km langer rechter Nebenfluss der Samara im Südosten des europäischen Teils von Russland.

## Verlauf
Der Kleine Uran entspringt in der Oblast Orenburg in der Waldsteppe des Höhenzugs Obschtschi Syrt. Von dort fließt er in Richtung Nordwesten durch die landwirtschaftlich geprägte, dünn besiedelte Landschaft der Oblast Orenburg.
Nachdem er die Siedlung städtischen Typs Jasnogorski passiert hat, wendet sich der Fluss nach Westen und fließt nun in einem Abstand von wenigen Kilometern fast parallel zum Tok, der ebenfalls ein Nebenfluss der Samara ist.
Nördlich von Sorotschinsk biegt der Kleine Uran nach Südwesten ab und erreicht schließlich gegenüber der Siedlung Nikolajewka die Samara.
Der hauptsächlich von Schmelzwasser gespeiste Kleine Uran ist durchschnittlich von Ende November/Anfang Dezember bis in den April hinein gefroren.